# Bert ter Schegget

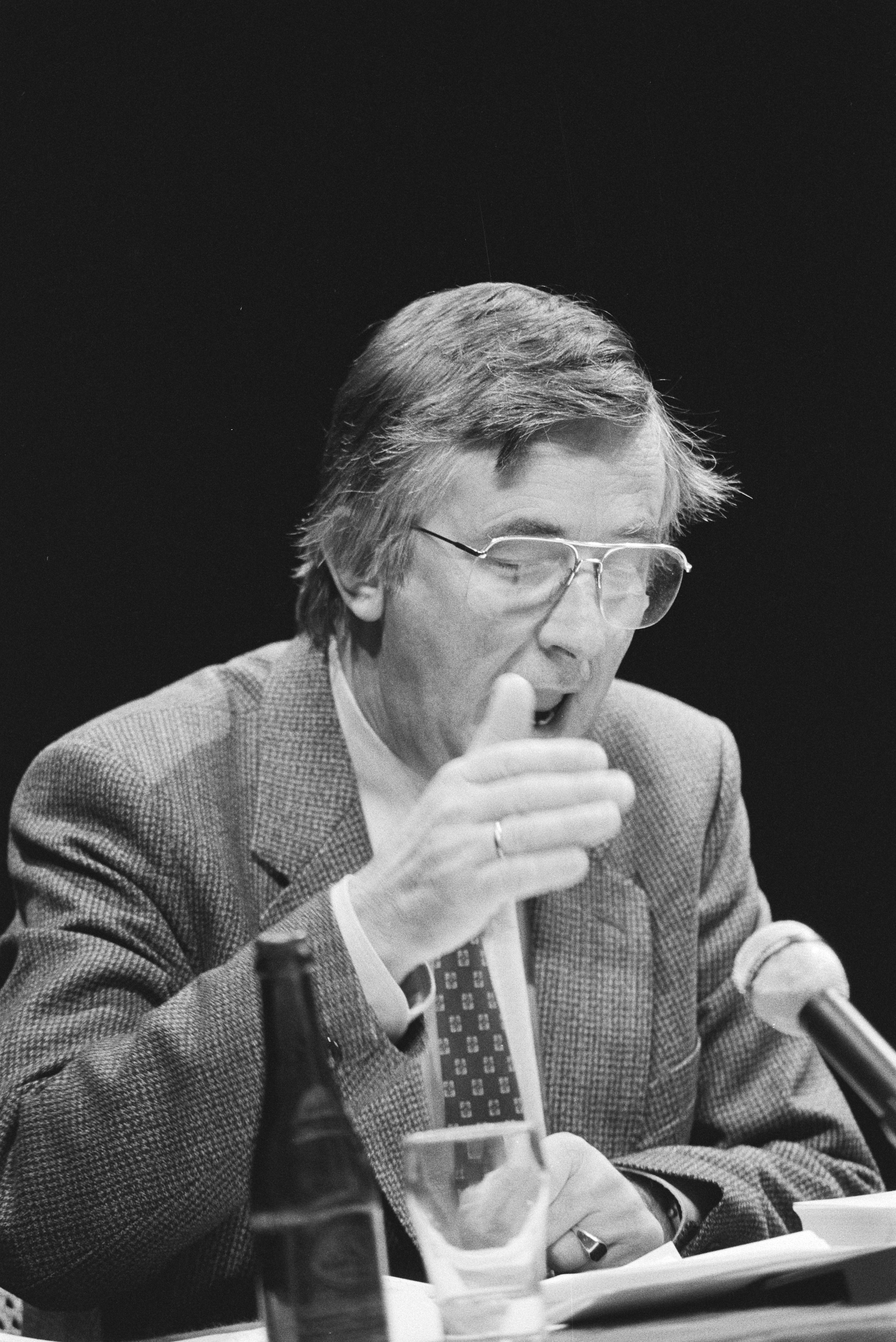
Bert ter Schegget in 1982.

Gijsbertus Hendricus (Bert) ter Schegget (Amsterdam, 24 juli 1927 – aldaar, 9 november 2001) was een hervormde theoloog, predikant en kerkelijk hoogleraar christelijke ethiek in Leiden.

## Biografie

### Jonge jaren
Ter Schegget was een domineeszoon; zijn vader Jan behoorde tot degenen die met Jan Buskes, Kleijs Kroon en anderen de Gereformeerde Kerken in Nederland de rug hadden toegekeerd en in navolging van ds. J.G. Geelkerken (bekend van de 'sprekende slang’) de ‘’Gereformeerde Kerken in Hersteld Verband’’ waren toegedaan. De HV-ers zouden zich in 1946 bij de hervormde kerk voegen maar nog geruime tijd later toch als ‘groep’ herkenbaar blijven. Vader Jan ter Schegget zou net als zijn zoon Bert, en net als mensen als Buskes, Kroon en anderen steeds een wat bevindelijke vroomheid om niet te zeggen orthodoxie paren aan een dwarsheid tegenover gezag en een sterk gevoel voor rechtvaardigheid in deze wereld en wat daarin niet deugde.

#### Curaçao
Een belangrijk element in Ter Scheggets ontwikkeling vormden zijn jaren in Curaçao; vandaar stamt ook zijn reputatie als ‘links’ predikant. Het was niet zozeer de predikantsplaats zelf – van vooral blanke, welgestelde Shell-mensen – als zijn regelmatige uitstapjes naar het nabijgelegen Venezuela. Het staat vast dat hij daar voorgoed is getroffen door de schrijnende tegenstellingen tussen arm en rijk. Zo was volgens Ter Schegget, de Schepping van in den beginne nooit bedoeld. Het was hier dat hij voor het eerst in aanraking kwam met wat later bekend werd als de Latijns-Amerikaanse Bevrijdingstheologie.

#### Berlijn
Na Curaçao nam Ter Schegget een beroep aan naar de studentengemeente van (West-)Berlijn. Het waren de jaren dat men voor die post liever een buitenlander zocht dan een Duitser. Een buitenlander kon gemakkelijker de grens oversteken, heen en terug. Er zouden voorgoed twee zielen in Ter Scheggets borst huizen: beide wisten ze heel goed dat noch in het Westen noch in het Oosten de heilsstaat en het Paradijs waren doorgebroken.

### Zaak Ter Schegget
De naam van Ter Schegget is vooral verbonden met wat is gaan heten de 'zaak-Ter Schegget' in de jaren zeventig, namelijk het feit dat hij tot zes keer toe werd gepasseerd voor een hoogleraarspost, omdat hij 'links', marxist of zelfs een atheïst zou zijn. Ook zou het hem ontbreken aan wetenschappelijke objectiviteit.
Vooral de Universiteit van Amsterdam, dat wil zeggen: de vaak uiterst linkse, niet zelden op de toenmalige CPN georiënteerde studenten theologie liepen warm voor de komst van Ter Schegget. Maar de ene na de andere vacature ging Ter Scheggets neus voorbij tot woede van de studenten maar ook van enige hoogleraren die Ter Schegget welgezind waren. Er verscheen zelfs een lijvig gestencild zwartboek met als titel De zaak Ter Schegget. De kwestie liep hoog op; in een 'open brief' aan de hervormde synode spraken de 'Amsterdammers' van een Berufsverbot voor Ter Schegget, dat zij niet zouden 'accepteren'.
Toen hij in 1981 alsnog in Leiden werd benoemd was hij al 54 jaar en eigenlijk al in zijn nadagen; hij had zijn sporen verdiend als predikant in Vreeland, op Curaçao, in Berlijn en als theoloog op de sociale academie De Horst in Driebergen. Ter Schegget vervulde daarnaast vele predikbeurten in het land en was een nijver publicist en een fel debater.

### Leermeesters
Onder degenen die hem hebben beïnvloed rekent Ter Schegget in de eerste plaats prof. K.H. Miskotte, destijds hoogleraar in Leiden, niet in Amsterdam waar Ter Schegget zelf studeerde. Uit eerbied voor Miskotte noemden hij en zijn vrouw Mies hun eerste zoon naar de oude meester: Heiko. Voorts was Ter Schegget een echte barthiaan (naar de Zwitser Karl Barth, wellicht de grootste Duitstalige theoloog sinds Luther). Ter Schegget heeft zeker ook van Marx het nodige geleerd en stond onder diens invloed maar hij bewaarde ook afstand, al zagen degenen die hem voor een geheide marxist aanzagen dat anders. Ook Friedrich Nietzsche en de marxistische atheïst Ernst Bloch rekende Ter Schegget tot zijn leermeesters.

### Leiden
Zoals gemeld kreeg Ter Schegget uiteindelijk in 1981 de lang-begeerde benoeming, in Leiden, waar hij naar het oordeel van de ook toen nog immer verdeelde synode minder kwaad kon dan in de stookplaats van het communistische broeinest Amsterdam. Met de hem kenmerkende ironie beklaagde destijds Trouw-journalist A.J. Klei de hervormde synode die na tien jaar nu ineens zonder ZAAK zat.
De bevindelijke Leidse dominees-kandidaten van de Gereformeerde Bond in de Hervormde kerk vonden zijn aanstelling maar niets. Als kerkelijk hoogleraar legde hij hen polemisch de kwestie voor "dat ze de hele Marx van hem mochten weggooien, op 1 voorwaarde: dat ze iets beters wisten". Het Marxisme was in de ogen van de "Bonders" atheïstisch en dus te verfoeien - voor Ter Schegget was het een middel om recht te doen aan de armen en om de bestaande verhoudingen, die die armoede in stand houden onder de kritiek van het Evangelie te stellen.
Voor de toen al Samen-op-weg-gaande hervormde, gereformeerde en lutherse kerken was duidelijk geworden dat de Nederlandse overheid niet langer aan alle in aanmerking komende universiteiten een faculteit godgeleerdheid wenste open te houden. Bezuinigingen evenals de teruglopende studentenaantallen voor de godgeleerdheid maakten dat er zou moeten worden gesneden, gehalveerd zelfs. Minister van Onderwijs Deetman liet het aan de kerken over waar en hoe.
In het grote tumult dat volgde liet ook de inmiddels al geëmeriteerde Ter Schegget zich niet onbetuigd. Hij pleitte sterk voor het juist niet sluiten van theologische faculteiten, waar dan ook; bezuinigingen zou men desnoods moeten vinden door leerstoelen te delen of te ruilen. Zo zou in deze overrationele tijden in elk geval aan de academie een ziel bewaard blijven.
Leiden, Groningen, Utrecht, Universiteit van Amsterdam, Vrije Universiteit, Kampen: er mochten er maar drie overblijven. Wat Ter Schegget betreft was alleen Kampen overbodig. In een emotionele synodevergadering op 14 november 1998 te Avifauna in Alphen aan den Rijn werd zelfs nog het tafelzilver van Willem van Oranje erbij gehaald dat deze in 1575 had verkocht om Leiden aan een school voor dominees te helpen. Het mocht allemaal niet baten. Noch in Leiden noch aan de Universiteit van Amsterdam, Ter Scheggets Alma Mater, zou de godgeleerdheid overleven.

### Vrienden, geestverwanten, bondgenoten, tegenstanders
Ter Schegget stond bekend en was geducht om zijn vaardige pen en zijn scherpe tong. Het was niet altijd duidelijk waar het ‘vloeken’ overging in ‘bidden’ en omgekeerd. Vanwege zijn temperament waren de relaties met zijn collegae wisselvallig. In zijn artikelen nam hij geen blad voor de mond en ook in zijn preken kwamen de zaken weleens harder bij de mensen aan dan hij ze bedoeld had of hij bedoelde het wél zo en dan moest men het maar nemen zoals hij het zei. Ter Schegget gaf zelf toe dat hij wat hij te zeggen had niet graag in pepermuntsmaak verpakte.
In de bespreking van Ter Scheggets biografie in Trouw typeerde oud-hoofdredacteur Jan Greven Ter Schegget als een 'begaafd ruziemaker’ en als iemand 'die niet twijfelde aan zijn eigen gelijk'. Voor de een was Ter Schegget, volgens Greven, 'een salonsocialist en een gevaar voor de kerk', voor de ander ‘een begenadigde ziener die de gemeente onvermoeibaar herinnerde aan haar enige bestaansrecht: inzet voor een rechtvaardiger wereld’..
Onder degenen die tot zijn geestverwanten en bondgenoten gerekend kunnen worden zijn Jan van Kilsdonk, Tom Naastepad, Kleijs Kroon, Krijn Strijd, Wim Kist, Huub Oosterhuis, Willem Aantjes, Ted (F.O.) van Gennep , Fred Keesen, Ernst Stern en Jan Buskes. Deze zeer linksgezinde dominee kende hij van jongs af aan en hij bewonderde hem. Ter Schegget dacht als jongetje al: 'Zolang Buskes het volhoudt, kan ik het niet af laten weten'.
Bepaald afstandelijker was Ter Scheggets verhouding tot zijn voorganger in Leiden Hendrikus Berkhof, tot dr.ir. Jan van der Graaf, prof. J. Sperna Weiland en Alexander Johannes Bronkhorst. Deze laatste (hoogleraar kerkgeschiedenis en missiologie in Utrecht) leidde jarenlang de commissie voor de theologische wetenschappelijke opleiding, kortweg TWO. Bronkhorst hield in de jaren zeventig telkens de kandidatuur voor een hoogleraarspost voor Ter Schegget tegen. Weliswaar besliste de hervormde synode over een kandidaat maar die moest dan eerst door de Commissie TWO worden voorgedragen.

### Laatste jaren
Gaandeweg werd het stiller rondom Ter Schegget. Hij bekende dat geen van zijn kinderen nog iets met 'kerk' had. In dit interview bestrijdt hij dat hij een 'pessimist is'; wel onderkent hij in zichzelf 'een diepe onrust', 'een waas van melancholie', maar 'ik mag hopen omwille van de hopelozen' en 'ik verdom het om het op te geven'.
Op 9 november 1989 viel in Berlijn de Muur en stortte vervolgens het hele communistische imperium ineen. Ter Schegget was nooit een bewonderaar geweest van het ‘reëel bestaande’ socialisme, maar deze ineenstorting stemde hem allerminst tot hoop, vooral niet toen hij bemerkte dat binnen de kortst mogelijke tijd in Rusland ongebreideld kapitalisme en corruptie ervoor in de plaats kwamen.
Ter Schegget moest ook vaststellen dat zijn publicaties nauwelijks nog lezers trokken, zeker niet van de jonge generaties. Hij schreef alleen nog, zoals gezegd, ‘voor eigen parochie’. Het politieke landschap was danig opgeschud - van Oost-tegen-West naar libertair/christelijk tegenover fundo-islamitisch. In 2001 stortten de Twin Towers in als gevolg van een radicaal-islamitische terreuraanval, waarbij duizenden doden vielen; twee maanden later, precies twaalf jaar na de val van de ‘Muur’ stierf Ter Schegget in het VU-ziekenhuis aan hartfalen.

### Nasleep
Op 31 oktober 2010 (Hervormingsdag) verscheen de biografie van Ter Schegget (433 bladzijden) en reikte auteur E.D.J. de Jongh de eerste exemplaren uit in de Rode Hoed in Amsterdam: één aan weduwe Mies, één aan Willem Aantjes. Ook de hoogbejaarde verzetsstrijdster Hebe Charlotte Kohlbrugge was erbij.

## Promovendi
Ter Schegget heeft in zijn Leidse jaren zeven promovendi begeleid, onder wie opvallend genoeg geen enkele vrouw.